# Limnonectes malesianus
La rana malaya o rana de turbera (Limnonectes malesianus) es una especie de anfibio anuro de la familia Dicroglossidae.

## Distribución geográfica
Es originaria de Sondalandia: Indonesia, Malasia, Singapur y Tailandia.